# Atomosia puella
Atomosia puella là một loài ruồi trong họ Asilidae. Atomosia puella được Wiedemann miêu tả năm 1828.